# مبارك الجيار (عزبة)
عزبة مبارك الجيار قرية تابعة لمركز السادات في محافظة المنوفية في جمهورية مصر العربية.